# Кочкуровка
Кочку́ровка — село в Гурьевском районе Кемеровской области. Входит в состав Сосновского сельского поселения.

## География
Центральная часть населённого пункта расположена на высоте 244 метров над уровнем моря.

## Население
По данным Всероссийской переписи населения 2010 года, в селе Кочкуровка проживает 130 человек (64 мужчины, 66 женщин).

## Организации
- Центр заповедника Горскинский.